# Sintropia
Sintropia, também designada entropia negativa ou negentropia, é o contrário de entropia (que é a medida do grau de desorganização do sistema), ou seja, mede a organização das partículas do sistema. Um elemento negentrópico é aquele que contribui para o equilíbrio e para o desenvolvimento organizacional. A sintropia é um princípio simétrico e oposto ao de entropia física.
Enquanto a entropia é a medida da desordem ou da imprevisibilidade da informação, a sintropia é a função que representa o grau de ordem e de previsibilidade existente num sistema.
O processo de formação da palavra negentropia é semelhante ao da palavra negócio, que contém a ideia de negação de ócio. Quem tem um negócio é aquele que não quer ficar no ócio.
A teoria da entropia é medir a degradação de energia que ocorre em um sistema de acordo com a segunda lei da termodinâmica e o fato de que em qualquer mudança física nem toda a energia que está no sistema inicial e que constitui o corpo é encontrado no sistema e na constituição do corpo final. De fato, alguma energia é absorvida no trabalho necessário para o processamento, e grande parte desta é dissipada na forma de calor. 
Um exemplo de entropia é a iluminação fornecida por lâmpadas incandescentes, em que nem toda a eletricidade (energia) usada é convertida na forma de luz (energia útil), mas uma parte se perde na forma de calor (energia inútil para a iluminação). O princípio da entropia, inicialmente previsto pelo físico alemão Rudolf Clausius, leva à conclusão de que, em última análise, devido ao fato de haver mais geração de energia inútil (na forma de calor) nos trabalhos necessários para os processos físicos de transformação, o universo acabará dissipando toda sua energia na forma de calor. 
O princípio da Sintropia (ao qual a entropia está intimamente ligada, dentro de cada sistema do universo, até mesmo os cibernéticos, vivos ou não) faz com que sua existência seja preservada apesar da entropia nesse mesmo sistema. É um processo que opõe-se à perda de energia, e desorganização através de uma injeção de novas energias geradas a partir deste mesmo processo ou de outros, de fora do sistema, e muitas vezes energia inútil nestes.
Um exemplo de sintropia é o metabolismo de organismos vivos em que, para enfrentar o catabolismo que leva ao consumo e destruição do tecido do organismo para viver, exerce o anabolismo, que reconstitui os tecidos através da ingestão de alimentos ou seja, substâncias retiradas do mundo exterior ao organismo/sistema. 
Um sistema é cibernético quando processa informações e é capaz de ajustar seu próprio funcionamento automaticamente ao processar as informações (feedbacks) vindas de dentro e de fora do próprio sistema. Alguns exemplos de sistemas cibernéticos são organismos vivos, máquinas automáticas, instituições, etc. A sintropia é um princípio cibernético de organização, de unificação, ao contrário do da entropia, que é o da desorganização, da desintegração. Existe a entropia (perda, desorganização) e a sintropia (ganho, organização) no âmbito da termodinâmica (energia) e da cibernética (informação).
Entropia é a tendência dos sistemas cibernéticos de se desorganizarem, perdendo energia e informação e rumar para a autodestruição. Sintropia é a programação dos sistemas cibernéticos para se organizarem e reorganizarem de modo a manter ou repor energia e informação visando a preservar sua configuração e existência, um programa de auto-preservação.
O princípio da Sintropia primeiro foi afirmada pelo matemático italiano Luigi Fantappiè e depois foi retomada e continuou com contribuições de vários outros especialistas independentes, inclusive Salvatore Arcidiacono, Leonardo Sinisgalli e Albert Szent-Györgyi. 
Segundo Ilya Prigogine (Prémio Nobel da Química em 1977), flutuações ao acaso podem dar origem a formas mais complexas, a partir de grandes perturbações em um sistema, as quais podem dar início a mudanças importantes, tornando o sistema altamente frágil (aumento da desorganização – entropia). Pode surgir então uma súbita reorganização para uma forma mais complexa (aumento da ordem – sintropia). As perturbações em um sistema são a chave para o crescimento da ordem. Isso seria uma forma de explicar, por exemplo, o surgimento de vida nos planetas. As configurações da natureza interagem com o ambiente local, consumindo energia dele proveniente e fazendo retornar a ele os subprodutos dessa utilização de energia. Os sistemas aumentam a sua desordem para que possa haver mais organização – as desorganizações do sistemas resultam em maior ordem – maior sintropia.
A sintropia é considerada uma hipótese científica, não ainda uma teoria. Alguns a consideram uma hipótese que já foi descartada, enquanto outros a defendem como necessária para explicar a existência da vida e do próprio Universo.

## Uso do conceito de Sintropia na Filosofia e na Religião
Na falta de conceitos científicos que comprovassem racionalmente deste fenômeno, os povos antigos atribuíam um significado místico e sobrenatural a fenômenos aparentemente sintrópicos, muitas vezes com uma qualidade divina e metafísica...
Isto ocorreu com o Princípio Aiki, que aliás foi o termo japonês para explicar a sinergia (maximização de resultados) gerada nos processos sintrópicos que ocorreram dentro de algumas artes marciais ao longo da história.
Normalmente nos períodos de guerra é que novos avanços tecnológicos e científicos ganham fôlego e evoluem a um ritmo espantoso. Pois é justamente nestes ambientes de caos, destruição e batalhas sangrentas que, desafiando todos os prognósticos, surgem as grandes descobertas que catapultam o desenvolvimento humano para novos níveis de conforto, segurança e conhecimento.
Este paradoxo também ocorreu, ocorre e continuará ocorrendo nas artes marciais aprimoradas no contexto militar e esportivo, bem como na natureza, nas relações em contínua evolução dos predadores X presas e dos parasitas X hospedeiros.
O princípio da Sintropia também é usado pela filosofia espiritualista para dizer que o ser humano (corpo + mente) não morre no processo entrópico de deterioração de seu corpo, mas sobrevive à morte como um espírito para o rácio de energia espiritual.